# Миддельгрунден (ветропарк)

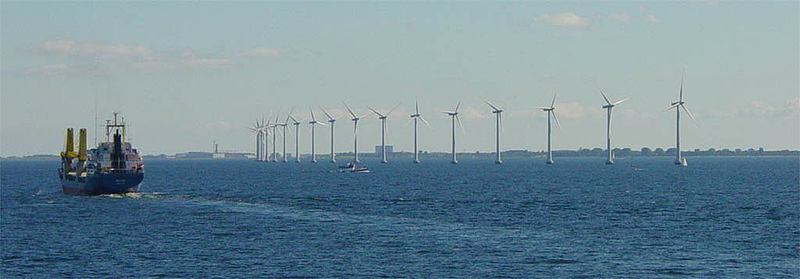
Ветер часто дует быстро и плавно над водой, так как препятствий нет, поэтому и было выбрано место. Большие и медленно вращающиеся турбины этой оффшорной ветряной электростанции недалеко от Копенгагена используют преимущества умеренного, но постоянного бриза в этом месте. Хотя ветер в этом месте не сильный, он очень стабильный: турбины вырабатывают значительную мощность более 97 процентов времени.

Ветропарк Миддельгрунден расположен на мелководье Миддельгрунден, между судоходными путями в Эресунне, в 3,5 км от берега Копенгагена, Дания . На момент постройки в 2000 году крупнейший ветропарк мира с 20 турбинами Siemens Gamesa (2 МВт каждая) и общей мощностью 40 МВт. Ветропарк покрывает около 4% суточной потребности электроэнергии Копенгагена. 
В 1996 году Копенгагенское управление по окружающей среде и энергетике (CEEO) инициировало экспертизу проекта после того, как мелководье Миддельгрунден было включено в список потенциальных площадок в Датском плане действий по оффшорной ветроэнергетике. Для того чтобы "переманить местных жителей в пользу реализации проекта" CEEO вместе с группой местных жителей (более 10 тысяч человек) сформировали Кооператив ветропарка Middelgrunden и заключили соглашение с Copenhagen Energy, местной электроэнергетической компанией. Таким образом проект является примером частного государственного партнерства с активным гражданским сообществом. Ветропарк на 50% принадлежит 10000 инвесторам (!) Кооператива ветропарка Миддельгрунден и на 50% - муниципальной коммунальной компании.   Против предложенного места изначально выступило Датское общество охраны природы, но позже это решение было изменено. Бетонные гравитационные фундаменты были выбраны как наиболее дешевый вариант. 